# Andy Sutton
Andrew Cameron Sutton (né le 10 mars 1975 à Kingston, dans la province de l'Ontario au Canada) est un joueur professionnel canadien de hockey sur glace.

## Carrière
Il joua au niveau universitaire avec les Huskies de Michigan Tech de la Western Collegiate Hockey Association, ligue membre de la National Collegiate Athletics Association, avant de signer en mars 1998 un contrat professionnel avec les Sharks de San José. Il se joint alors au club école des Sharks dans la Ligue américaine de hockey, les Thoroughblades du Kentucky.
Le défenseur imposant partagera les deux saisons suivantes entre les Sharks et les Thoroughblades avant d'être échangé au Wild du Minnesota pour qui il joue durant un peu plus d'un an avant d'être échangé aux Thrashers d'Atlanta au début de la saison 2001-2002. Il prendra part à ses premières joutes en séries éliminatoires avec ceux-ci en 2007.
Lors du lock-out que connut la LNH en 2004-2005, Sutton s'aligna avec les ZSC Lions de la Ligue Nationale A, en Suisse. Il signa un contrat à titre d'agent libre avec les Islanders de New York à l'été 2007. Le 2 mars 2010, les Sénateurs d'Ottawa firent son acquisition en retour d'un choix de deuxième ronde au repêchage de 2010. Le 2 août 2010, il signe en tant qu'agent libre aux Ducks d'Anaheim. Après une saison avec les Ducks, il rejoint l'équipe des Oilers d'Edmonton avec qui il signe en tant qu'agent libre le 2 juillet 2011. Il annonce sa retraite le 22 mai 2013, après avoir manqué la saison 2012-2013 à cause d’une blessure au genou

## Statistiques de carrière
| Saison     | Équipe                     | Ligue      |     | Saison régulière | Saison régulière | Saison régulière | Saison régulière | Saison régulière |   | Séries éliminatoires | Séries éliminatoires | Séries éliminatoires | Séries éliminatoires | Séries éliminatoires |
| Saison     | Équipe                     | Ligue      | PJ  | B                | A                | Pts              | Pun              | PJ               | B | A                    | Pts                  | Pun                  |                      |                      |
| 1994-1995  | Huskies de Michigan Tech   | WCHA       | 19  | 2                | 1                | 3                | 42               | -                | - | -                    | -                    | -                    |                      |                      |
| 1995-1996  | Huskies de Michigan Tech   | WCHA       | 33  | 2                | 2                | 4                | 58               | -                | - | -                    | -                    | -                    |                      |                      |
| 1996-1997  | Huskies de Michigan Tech   | WCHA       | 32  | 2                | 7                | 9                | 73               | -                | - | -                    | -                    | -                    |                      |                      |
| 1997-1998  | Huskies de Michigan Tech   | WCHA       | 38  | 16               | 24               | 40               | 97               | -                | - | -                    | -                    | -                    |                      |                      |
| 1997-1998  | Thoroughblades du Kentucky | LAH        | 7   | 0                | 0                | 0                | 33               | -                | - | -                    | -                    | -                    |                      |                      |
| 1998-1999  | Sharks de San José         | LNH        | 31  | 0                | 3                | 3                | 65               | -                | - | -                    | -                    | -                    |                      |                      |
| 1998-1999  | Thoroughblades du Kentucky | LAH        | 21  | 5                | 10               | 15               | 53               | 5                | 0 | 0                    | 0                    | 23                   |                      |                      |
| 1999-2000  | Sharks de San José         | LNH        | 40  | 1                | 1                | 2                | 80               | -                | - | -                    | -                    | -                    |                      |                      |
| 1999-2000  | Thoroughblades du Kentucky | LAH        | 3   | 0                | 1                | 1                | 0                | -                | - | -                    | -                    | -                    |                      |                      |
| 2000-2001  | Wild du Minnesota          | LNH        | 69  | 3                | 4                | 7                | 131              | -                | - | -                    | -                    | -                    |                      |                      |
| 2001-2002  | Wild du Minnesota          | LNH        | 19  | 2                | 4                | 6                | 35               | -                | - | -                    | -                    | -                    |                      |                      |
| 2001-2002  | Thrashers d'Atlanta        | LNH        | 24  | 0                | 4                | 4                | 46               | -                | - | -                    | -                    | -                    |                      |                      |
| 2002-2003  | Thrashers d'Atlanta        | LNH        | 53  | 3                | 18               | 21               | 114              | -                | - | -                    | -                    | -                    |                      |                      |
| 2003-2004  | Thrashers d'Atlanta        | LNH        | 65  | 8                | 13               | 21               | 94               | -                | - | -                    | -                    | -                    |                      |                      |
| 2004-2005  | GCK Lions                  | LNB        | 18  | 8                | 18               | 26               | 58               | 6                | 2 | 4                    | 6                    | 16                   |                      |                      |
| 2004-2005  | ZSC Lions                  | LNA        | 8   | 2                | 2                | 4                | 32               | 1                | 0 | 1                    | 1                    | 2                    |                      |                      |
| 2005-2006  | Thrashers d'Atlanta        | LNH        | 76  | 8                | 17               | 25               | 144              | -                | - | -                    | -                    | -                    |                      |                      |
| 2006-2007  | Thrashers d'Atlanta        | LNH        | 55  | 2                | 14               | 16               | 76               | 4                | 0 | 0                    | 0                    | 10                   |                      |                      |
| 2007-2008  | Islanders de New York      | LNH        | 58  | 1                | 7                | 8                | 86               | -                | - | -                    | -                    | -                    |                      |                      |
| 2008-2009  | Islanders de New York      | LNH        | 23  | 2                | 8                | 10               | 40               | -                | - | -                    | -                    | -                    |                      |                      |
| 2009-2010  | Islanders de New York      | LNH        | 54  | 4                | 8                | 12               | 73               | -                | - | -                    | -                    | -                    |                      |                      |
| 2009-2010  | Sénateurs d'Ottawa         | LNH        | 18  | 1                | 0                | 1                | 34               | 5                | 0 | 0                    | 0                    | 8                    |                      |                      |
| 2010-2011  | Ducks d'Anaheim            | LNH        | 39  | 0                | 4                | 4                | 87               | 1                | 0 | 0                    | 0                    | 2                    |                      |                      |
| 2011-2012  | Oilers d'Edmonton          | LNH        | 52  | 3                | 7                | 10               | 80               | -                | - | -                    | -                    | -                    |                      |                      |
| Totaux LNH | Totaux LNH                 | Totaux LNH | 676 | 38               | 112              | 150              | 1 185            | 11               | 0 | 0                    | 0                    | 20                   |                      |                      |

## Honneurs et trophées
Western Collegiate Hockey Association
- Membre de la deuxième équipe d'étoiles en 1998.

## Transactions en carrière
- 20 mars 1998 : signe à titre d'agent libre par les Sharks de San José.
- 12 juin 2000 : échangé par les Sharks au Wild du Minnesota avec le choix de septième ronde des Sharks au repêchage de 2000 (Peter Bartos) et du choix de troisième ronde au repêchage de 2001 (échangé ultérieurement à Atlanta, puis à Pittsburgh, puis aux Blue Jackets de Columbus qui y sélectionnèrent Aaron Johnson) en retour du choix de huitième ronde du Wild au repêchage de 2001 (échangé ultérieurement aux Flames de Calgary qui y sélectionnèrent Joe Campbell) ainsi que des considérations futures.
- 22 janvier 2002 : échangé par le Wild aux Thrashers d'Atlanta en retour de Hnat Domenichelli.
- 24 septembre 2004 : signe à titre d'agent libre avec le GCK Lions de la LNB.
- 22 février 2005 : transféré par le GCK Lions aux ZSC Lions de la LNA.
- 10 août 2007 : signe à titre d'agent libre avec les Islanders de New York.
- 2 mars 2010 : échangé par les Islanders aux Sénateurs d'Ottawa en retour d'un choix de deuxième ronde au repêchage de 2010.